# Dipterocarpus hasseltii
Espèce
Classification phylogénétique
Statut de conservation UICN

 EN  : En danger
Dipterocarpus hasseltii est une espèce d'arbre de la famille Dipterocarpaceae. Ce grand arbre peut mesurer 40 m de haut. Il est coupé pour le bois de « keruing ». On le trouve en Indonésie (Bali, Java, Kalimantan, Sumatra), dans la Péninsule Malaise, en Sabah, aux Philippines, en Thaïlande et au Vietnam.